# Dirgham

Mapa polític del Llevant al voltant del 1165

Abu-l-Aixbal Dirgham ibn Àmir ibn Sawwar al-Lakhmí (àrab: أبو الأشبال ضرغام بن عامر بن سوار اللخمي, Abū l-Axbāl Ḍirḡām b. ʿĀmir b. Sawwār al-Laẖmī), més conegut senzillament com a Dirgham (‘Lleó’), també conegut pels seus agnoms Faris-al-Muslimín i Xams-al-Khilafa, així com pel títol al-Màlik al-Mansur, fou un emir i visir fatimita d'Egipte.
El 1153 tenia un destí militar i es trobava prop d'Ascaló; llavors fou assassinat el visir Ibn as-Sal·lar per Nasr ibn al-Abbas, i el pare de l'assassí, al-Abbas, al front de les tropes, es va presentar al Caire i es va fer nomenar visir (abril). L'any següent al-Abbàs fou enderrocat per Talaï ibn Ruzzik, parent d'al-Dirgham, que mercès a la seva protecció va ascendir progressivament, destacant a la victòria de Tell al-Adjul a Palestina, contra els francs (18 de març de 1158). El 1159 va contribuir a la derrota del rebel Bahram a Atfih, a l'Alt Egipte.
Després fou visir Ruzzik (succeint a Talaï) i al-Dirgham al front d'un exèrcit va combatre el rei Amaury de Jerusalem que havia envaït Egipte (1162), però fou derrotat i es va retirar cap a Bilbays; llavors va trencar els dics del Nil i va inundar la plana on eren els croats i va forçar la retirada d'Amaury. Després va participar en la lluita contra una revolta a la província d'al-Gharbiyya. No gaire després es va revoltar Xàwar, el governador de Núbia, que va triomfar matant a Ruzzik. Al-Dirgham, tot i ser amic i potser parent de Ruzzik, es va aliar al triomfador. Xàwar fou nomenat visir el gener del 1163 i al-Dirgham fou nomenat gran camarlenc (sahib al-bab), que era el segon càrrec del regne després de visir.
En endavant al-Dirgham, amb el suport de la família i de part de l'exèrcit (sobretot el cos de mamelucs Barkiyya), va començar a conspirar i va donar un cop d'estat al cap de nou mesos enderrocant a Xàwar (agost de 1163). Xàwar va fugir a Síria i al-Dirgham va assolir el poder (fou nomenat visir el 21 d'agost rebent el títol d'al-Malik al-Mansur o "rei victoriós") i va fer matar Tay ibn Xàwar, fill gran de l'enderrocat. Aquest va demanar ajut a Nur al-Din atabeg zengita de Damasc.
El seu govern va estar dominat per membres de la seva família i especialment els seus germans Nasir al-Din Humam, Nasir al-Muslimin Mulhan i Fakhr al-Din Husam. Per fer front a l'amenaça de Nur al-Din va negociar amb aquest i va oferir una aliança contra els croats; la resposta de Nur al-Din fou interceptada a la tornada pels francs de Kerak. La lleialtat del cos de mamelucs Barkiyya trontollava i al-Dirgham els va atreure a un parany i els va fer massacrar (62 mamelucs i molts auxiliars van morir).
Vers el començament de 1164 Amaury va retornar a Egipte, i com que el visir no havia obtingut el suport de Nur al-Din, va entrar en negociacions amb el rei de Jerusalem per pagar el tribut. Però l'abril de 1164 Nur al-Din va enviar a Xàwar cap a Egipte amb un exèrcit manat per Xirkuh (iniciador dels aiúbides) en el qual estava el seu nebot Saladí. Un atac estudiat de Nur al-Din va distreure als francs i l'exèrcit va poder creuar prop d'aquests. Nasir al-Muslimin Mulhan els va sortir al pas amb un exèrcit però fou derrotat (abril) prop de Bilbays. Poc temps després Xirkuh i Xàwar es presentaven davant el Caire. Es van produir diversos combats; les confiscacions abusives d'al-Dirgham li van fer perdre el suport popular i una part de les tropes va desertar; el cos dels Raybaniyya es va declarar per Xàwar. Reduït a només 500 cavallers fidels, al-Dirgham va intentar veure al califa però no fou rebut, i la majoria dels seus homes van desertar (ara només van quedar tres dotzenes), i va haver de fugir.
Xàwar i Xirkuh van entrar al Caire. Al-Dirgham fou capturat entre Fustat i el Caire i fou mort a l'acte prop de la capella de Sayyida Nafisa (la data varia entre el 24 de maig i el mes de ramadà que era el juliol i agost del 1164). També els seus tres germans foren capturats i morts en els dies següents.